# Urtasjärvi
Urtasjärvi eller Urtasjavrit är en sjö i Finland. De ligger i kommunen Enontekis i landskapet Lappland, i den norra delen av landet, 1 000 km norr om huvudstaden Helsingfors. Urtasjärvi ligger 679,1 meter över havet. Trakten runt Urtasjärvi består i huvudsak av gräsmarker. Arean är 53,6 hektar och strandlinjen är 5,46 kilometer lång. Sjön  ingår i Torne älvs huvudavrinningsområde. 